# Auterrive
Auterrive es una comuna francesa de la región de Aquitania en el departamento de Pirineos Atlánticos.
Auterrive fue mencionada por primera vez en el siglo XIII con el nombre de Autarribe y posteriormente en 1360 como Autaribe.

## Demografía
| 195 | 195 | 163 | 151 | 146 | 137 | 128 |
| Para los censos de 1962 a 1999 la población legal corresponde a la población sin duplicidades (Fuente: INSEE [Consultar]) |     |     |     |     |     |     |